# Babymetal × Kiba of Akiba
"Babymetal × Kiba of Akiba" (BABYMETAL×キバオブアキバ, Bebīmetaru kakeru Kibaobuakiba, lit. "Babymetal e Kiba of Akiba"), estilizado como "BABYMETAL × KIBA OF AKIBA", é um single split entre o grupo japonês de kawaii metal Babymetal e a banda japonesa de metal alternativo Kiba of Akiba, sendo o primeiro single independente de ambos os artistas. Foi lançado em 7 de março de 2012 através da Jūonbu, sub-gravadora da Toy's Factory, como segundo single para o álbum Babymetal (2014), de Babymetal, e primeiro para Yeniol (2014), de Kiba of Akiba. O single alcançou o 46º lugar na Oricon Weekly Singles Chart e permaneceu por 2 semanas.

## Antecedentes
Os integrantes da banda Kiba of Akiba foram apresentados ao Babymetal por um professor no Sakura Gakuin. Su-metal disse ao portal japonês Kawaii girl Japan que, após o acontecido, elas decidiram colaborar com Kiba of Akiba.
A canção "Iine!", de Babymetal, foi gravada no fim de 2011. No dia 9 de janeiro de 2012 Babymetal se apresentou no festival Women's Power 20th Anniversary, onde o grupo estreou a canção ao vivo.
No dia 9 de fevereiro de 2012 a capa e o conteúdo do single foram anunciados.

## Arte do encarte
O tema da arte do encarte do single foi criada pelo motivo de que o Sinal da Raposa, símbolo criado por Babymetal, obteve sucesso prematuro e tornou-se a marca do grupo. A capa do single apresenta uma raposa chamada Kibakitsune (algo como uma raposa garota, barbada, com presas de tamanho anormal), representando a banda Kiba of Akiba e, além disso, destaca na capa, contracapa e encarte o distrito de Akihabara, em Tóquio.

## Composição
De acordo com Blabbermouth.net, "'Iine!' combina pop com guitarras de metal extremo, um ou dois guturais ocasionais, e um toque de hip hop". O portal musical japonês Barks descreveu o som inquietante do início da canção "Iine!", de Babymetal, como Pikorimo (electronica + screamo), conhecido no Ocidente como electronicore. Em seguida, a canção passa por um interlúdio de hip hop, e desenvolve-se em death metal. Sua letra fala sobre "Ter bons sentimentos".

## Vídeo musical
O vídeo musical para a canção "Iine!", de Babymetal, foi dirigido por DaishinSZK.

## Faixas
O single contém uma canção autoral de cada artista: "Iine!", de Babymetal e "Party@The BBS" de Kiba of Akiba, já apresentada ao vivo várias vezes antes do lançamento do single. Além disso, o single contém dois covers, um de cada artista, como faixas bônus.
Informações sobre os compositores, letristas e arranjistas retiradas diretamente do encarte do single e do álbum de estreia do Babymetal.
| CD single |                                                        |               |               |               |         |  |
| N.º       | Título                                                 | Letras        | Música        | Arranjo       | Duração |  |
| 1.        | "Iine!" (いいね！; faixa interpretada por Babymetal)   | Nakata Chaos  | Daiki Kasho   | Mish-Mosh     | 4:10    |  |
| 2.        | "Party@The BBS" (Faixa interpretada por Kiba of Akiba) | Kiba of Akiba | Kiba of Akiba | Kiba of Akiba | 3:42    |  |

| Faixas bônus | |               |                          |                       |         |  |
| N.º          | Título | Letras        | Música                   | Arranjo               | Duração |  |
| 3.           | "Kimi to Anime ga Mitai~Answer for Animation With You" (君とアニメが見たい; faixa interpretada por Babymetal e Kimi (cover de Kiba of Akiba)) | Kiba of Akiba | Kiba of Akiba            | Kiba of Akiba         | 4:00    |  |
| 4.           | "Doki Doki Morning ver. KoA" (ド・キ・ド・キ☆モーニング; faixa interpretada por Kiba of Akiba (cover de Babymetal))                           | Nakametal     | Norizo Murakawa Motonari | Soh Murakawa Motonari | 2:57    |  |

### Pessoal
Babymetal
- Su-metal - Vocais, Dança
- Yuimetal - Screams, Dança
- Moametal - Screams, Dança

Kiba of Akiba
- Futoshi (ふとし) - Vocais
- Mora (もら) - Guitarra
- Mitsuru (みつる) - Baixo
- Asai (浅井) - Programação, Vocais
- VAVA - Bateria
- Koya Aoki (青木昆陽) - Teclado, Rangaku

### Créditos
Créditos retirados diretamente do encarte do single.
Detalhes gerais
- Single masterizado por Tucky (estúdio de masterização: Parasight Mastering)

"Iine!" / Babymetal
- Produzido por Millennium JAPAN
- Projetado por Yasuhisa Kataoka e Daiki Kasho

"Party@The BBS" / Kiba of Akiba
- Gravação e mix projetados por Inoue Noriyuki no Studio246 Kyoto

## Versão alternativa de "Iine!"
Uma versão alternativa da canção "Iine!", de Babymetal, foi introduzida no álbum Sakura Gakuin 2011 Nendo ~Friends~ do grupo Sakura Gakuin, intitulada "Iine! (Vega mix ver.)".

## Desempenho nas paradas musicais
| Parada (2012)                                              | Melhor posição |
| ---------------------------------------------------------- | -------------- |
| Japão (Billboard Japan Hot Singles Sales)                  | 50             |
| Japão (Billboard Japan Top Independent Albums and Singles) | 11             |
| Japão (Oricon Weekly Indie Chart)                          | 3              |
| Japão (Oricon Weekly Singles Chart)                        | 46             |
| Japão (Tower Records Weekly Indie Chart)                   | 1              |

### Precessão e sucessão
| Gráficos de sucessão                                        | Gráficos de sucessão                                                             | Gráficos de sucessão                           |
| ----------------------------------------------------------- | -------------------------------------------------------------------------------- | ---------------------------------------------- |
| Precedido por "Sakura Kajitsu / Sakura Monogatari" por LinQ | Singles número um na Tower Records Weekly Indie 5 de março - 11 de março de 2012 | Sucedido por "Tennessee Waltz" por Shimva Nana |

## Histórico de lançamento
| Região | Data               | Formato                                     | Gravadora     |
| ------ | ------------------ | ------------------------------------------- | ------------- |
| Mundo  | 7 de março de 2012 | CD single (somente no Japão)                | Jūonbu        |
| Mundo  | 7 de março de 2012 | Download digital (mundialmente, via iTunes) | Toy's Factory |